# Mato Grosso do Sul
Mato Grosso do Sul là một trong các bang của Brasil.
Bang này tiếp giáp với các bang Mato Grosso, Goiás, Minas Gerais, São Paulo và Paraná. Nó cũng giáp hai quốc gia Paraguay (giáp các tỉnh Alto Paraguay, Concepción, Amambay và Canindeyú) và Bolivia (giáp khu Santa Cruz) về phía tây. Mato Grosso do Sul có một nền khí hậu ấm và ẩm và là nơi có rất nhiều nhánh của con sông Parana chảy qua.
Bang này nổi tiếng với vẻ đẹp tự nhiên và là địa điểm du lịch nổi tiếng. Vùng đất thấp Pantanal bao phủ 12 đô thị và có một hệ động-thực vật phong phú với rừng, dải cát, xavan, đồng cỏ, cánh đồng và rừng rậm.

## Liên kết
| Tìm hiểu thêm về Mato Grosso do Sul tại các dự án liên quan |                                   |
| Tìm kiếm Wiktionary                                         | Từ điển từ Wiktionary             |
| Tìm kiếm Commons                                            | Tập tin phương tiện từ Commons    |
| Tìm kiếm Wikinews                                           | Tin tức từ Wikinews               |
| Tìm kiếm Wikiquote                                          | Danh ngôn từ Wikiquote            |
| Tìm kiếm Wikisource                                         | Văn kiện từ Wikisource            |
| Tìm kiếm Wikibooks                                          | Tủ sách giáo khoa từ Wikibooks    |
| Tìm kiếm Wikiversity                                        | Tài nguyên học tập từ Wikiversity |

- (tiếng Bồ Đào Nha) Official Website
- (tiếng Anh) Brazilian Tourism Portal Lưu trữ ngày 12 tháng 12 năm 2007 tại Wayback Machine
- (tiếng Anh) Brazilian Embassy in London Lưu trữ ngày 7 tháng 3 năm 2006 tại Wayback Machine